# Torriglia
Torriglia é uma comuna italiana da região da Ligúria, província de Génova, com cerca de 2216 habitantes. Estende-se por uma área de 58 km², tendo uma densidade populacional de 38 hab/km². Faz fronteira com Davagna, Lorsica, Lumarzo, Moconesi, Montebruno, Montoggio, Neirone, Propata, Rondanina, Valbrevenna.

## Demografia
| Variação demográfica do município entre 1861 e 2011                               |
|                                                                                   |
| Fonte: Istituto Nazionale di Statistica (ISTAT) - Elaboração gráfica da Wikipedia |